# WANDS
WANDS（ワンズ）は、日本の男性3人組ロックバンド。所属芸能事務所はB ZONE傘下の株式会社ギザアーティスト（Ading）。所属レコードレーベルはGIZA studio傘下のD-GO。公式ファンクラブは「WANDER-LAND NEO」（かつては「WANDER-LAND」）。

## 概要
1991年、プロデューサーの長戸大幸を介してキーボディストの大島康祐、ギタリストの柴崎浩、そしてボーカリストの上杉昇の三人で結成、同年12月の1stシングル『寂しさは秋の色』でデビューした。翌1992年の3rdシングル『もっと強く抱きしめたなら』のリリースを最後に、楽曲制作の中心的メンバーだった大島が脱退し第1期が終了、木村真也が新たなキーボーディストとして加わり、WANDSは第2期に移行する。
中山美穂とのコラボレーション・シングル『世界中の誰よりきっと』の大ヒットによりブレイクし、4thシングル『時の扉』、2ndアルバム『時の扉』、5thシングル『愛を語るより口づけをかわそう』、8thシングル『世界が終るまでは…』などミリオンヒットを連発、1993年には第8回日本ゴールドディスク大賞を受賞した。
しかし、1996年から1997年にかけて、自身の納得のいく音楽活動ができないことを理由に上杉が脱退、次いで柴崎も脱退した。
残った木村は新たなボーカリスト和久二郎とギタリスト杉元一生を迎えて第3期としての活動を始めた。『錆びついたマシンガンで今を撃ち抜こう』や『明日もし君が壊れても』など、アニメタイアップによる人気楽曲をリリースしたが、2000年に「解体」した。
解体から19年後、柴崎と大島、新たなボーカリスト上原大史の三人でWANDS再始動の話が持ち上がった。楽曲制作に専念するとして脱退した大島の代わりに木村が加入し、2019年11月に第5期として再始動した。2020年1月に16thシングル『真っ赤なLip』を皮切りに、コンスタントな楽曲リリースを継続している。
ライブを開催したのは第2期と第5期のみである。これまでにライブハウスやホール会場で開催した経験があるほか、第5期は「JAPAN JAM」や「Animelo Summer Live」などのイベント出演も行っており、2022年にはBREAKERZとの対バンライブも開催された。

## バンド名と芸名
「WANDS」というバンド名は、プロデューサーである長戸大幸が付けたもので、タロットカードのワンド（wand/wands：「魔法の杖」のこと）の中の、「理想」「情熱に向かって進む」という意味を持つ『ワンドのエース』から命名された。
この他に、上杉（Wesugi）と柴崎（Shibasaki）の頭文字から“Wesugi AND Shibasaki”としたというものもある。第3期メンバーの和久（Waku）と杉元（Sugimoto）、第5期メンバーの上原(Wehara）も、芸名の苗字の頭文字が「W」と「S」になるように付けられている。
上杉によれば、WANDS加入直前に木村の芸名を「安藤」にし、WANDSのANDの部分に合わせようとしていたこともあったという。

## メンバー
| 名前                               | プロフィール                                            | 担当                        | 在籍時期 | 在籍時期 | 在籍時期 | 在籍時期 | 在籍時期   |
| 名前                               | プロフィール                                            | 担当                        | 第1期    | 第2期    | 第3期    | 第4期    | 第5期      |
| ---------------------------------- | ------------------------------------------------------- | --------------------------- | -------- | -------- | -------- | -------- | ---------- |
| 上杉昇 （うえすぎ しょう）         | 1972年5月24日（53歳） 日本 神奈川県横須賀市 血液型：A型 | ボーカル 作詞・作曲・編曲   | ●        | ●        |          |          |            |
| 柴崎浩 （しばさき ひろし）         | 1969年12月13日（55歳） 日本 東京都 血液型：A型          | ギター 作曲・編曲           | ●        | ●        |          | ●        | ●          |
| 大島こうすけ （おおしま こうすけ） | 1970年9月4日（54歳） 日本 福岡県 血液型：O型            | キーボード 作曲・編曲       | ●        |          |          | ●        | [ 注釈 8 ] |
| 木村真也 （きむら しんや）         | 1969年7月28日（56歳） 日本 青森県五所川原市 血液型：O型 | キーボード 作詞・作曲・編曲 |          | ●        | ●        |          | ●          |
| 和久二郎 （わく じろう）           | 1970年12月11日（54歳） 日本 東京都 血液型：B型          | ボーカル 作詞・編曲         |          |          | ●        |          |            |
| 杉元一生 （すぎもと いっせい）     | 1972年5月8日（53歳） 日本 富山県 血液型：O型            | ギター 作詞・作曲・編曲     |          |          | ●        |          |            |
| 上原大史 （うえはら だいし）       | 日本 福岡県                                             | ボーカル 作詞・作曲・編曲   |          |          |          | ●        | ●          |

- 「第○期」で数えると、一番多くの期間在籍しているのは柴崎だが（第3期以外全て）、実質的な活動期間で換算すると、一番長く在籍しているのは木村になる（1992年9月頃～2000年、2019年～）。
- 三人の歴代ボーカリスト（上杉、和久、上原）が在籍している時に、自身も在籍しているのは木村のみである。
- 第5期が、継続的な活動期間が最も長い。したがって、上原が最も在籍期間の長いボーカリストである。
- 大島は全ての「第○期」に何らかの形で関わっている。
  - 在籍（第1・4期）、楽曲提供（第2・5期）、レコーディング参加（第3期）

## 来歴

### WANDS始動前
Being音楽振興会（後のBeing Music School）に通いボイストレーニングを行う傍ら、アマチュアバンドとして活動を行っていた上杉昇は、振興会内のオーディションで高く評価された。当時の振興会の社長を介してプロデューサーの長戸大幸に紹介され、デビューの話を持ち掛けられる。ガンズ・アンド・ローゼズやLOUDNESSに憧れていた上杉だったが、ハード・ロックではなく、どちらかといえばTUBEのようなバンドとしてデビューすることが決まっていたため困惑もあったという。
スタジオミュージシャンを目指していた柴崎浩は、「BADオーディション」のミュージック部門に演奏音源を送り、スタジオミュージシャンではなくバンドの一員としてデビューすることを持ち掛けられた。
この二人と、LOUDNESSの全米ツアーにサポートミュージシャンとして参加経験のあった大島康祐（現・大島こうすけ）の三人でWANDSが結成された。1991年の夏頃のことである。
この頃、B.B.クィーンズの『おどるポンポコリン』がミリオンセラー、年間チャート1位を記録したことや、『太陽のKomachi Angel』でオリコン週間１位を記録し、『LADY NAVIGATION』で自身初のミリオンセラーを記録していたB'zのブレイクがあり、ビーイング系アーティストが当時のJ-POPシーンにおいて存在感を示し始めていた。

### 第1期（1991年 – 1992年）
1991年12月4日、WANDSはシングル『寂しさは秋の色』でデビュー。これは上杉にとって初めての作詞であり、以降、第1期から第2期までのWANDSの楽曲の作詞は全て上杉が行う（一部共作もある）。作曲は栗林誠一郎で、栗林からは後にシングル曲「Jumpin' Jack Boy」と「Secret Night 〜It's My Treat〜」を提供されることになる。
大島は、1stシングルに自身の曲が採用されず、さらに自分の知らないところでレコーディングが進んでいたことに不満を感じていたが、翌年の2ndシングルには大島の楽曲が採用された。『ふりむいて抱きしめて』は、WANDSにとって初めての自作シングルとしてリリースされた。
その後、大島は1stアルバム（ミニアルバム）『WANDS』においても中心的に楽曲制作を行っていたが、多々納好夫作曲の3rdシングル『もっと強く抱きしめたなら』がリリースされる頃にはWANDSを脱退した。大島は自身のユニットSO-Fiを結成する。

### 第2期（1992年 - 1996年）
2代目キーボーディストとして木村真也が加入し、WANDS第2期の活動が始まった。元々、大島と柴崎、木村は学生時代の友人であり、木村の加入も柴崎の推薦だったという。
第2期最初のリリースは、中山美穂とのコラボレーション・シングル『世界中の誰よりきっと』だった。上杉によれば、初めは歌詞の提供のみの案件だったが、コーラスとしての参加を打診され、気付いた時には中山とともにテレビに出演してパフォーマンスをすることになり、作品としてもコラボレーションの形になっていたという。1992年の『第43回NHK紅白歌合戦』に中山がこの楽曲で出場した際、WANDSもサポートの形で出場した。
上杉は、この楽曲のヒットによるポップ路線のラブソングのイメージと自身のロックシンガーとして目指していたものとの差に苦しまされることとなり、この楽曲のことを思うと気が重くなるが、中山美穂という一人の表現者に対しては「人生の恩人の1人である」と感謝し、2024年12月に逝去した彼女に言葉を綴った。
『世界中の誰よりきっと』の前にリリースしていた3rdシングル『もっと強く抱きしめたなら』が、この楽曲の注目度に牽引される形で徐々に売上を伸ばし、オリコンチャート登場28週目にして1位を記録、ミリオンセラーを達成。WANDS単独で最大のヒットとなった。
明くる1993年、4thシングル『時の扉』をリリース。144万枚を超える大ヒットとなった。元々、大島がWANDS在籍時に書き残していた楽曲で、上杉がこの曲をやりたいと長戸に談判し、リリースに至った。続く5thシングル『愛を語るより口づけをかわそう』は『世界中の誰よりきっと』と同じ織田哲郎の提供曲で、この楽曲もミリオンセラーとなった。また、このシングルと同日に2ndアルバム『時の扉』をリリース。160万枚を超える大ヒットであり、1993年にZARDの『揺れる想い』に次いで2番目に売れたアルバムとなる。5thシングル、2ndアルバムともにチャート初登場1位を記録し、どちらも4週連続でチャート首位をキープしており、「シングル、アルバムともに初登場の作品としては最長の同時首位記録」である。10月リリースの3rdアルバム『Little Bit…』も、1993年に10番目に売れたアルバムである。
この時期、B'z、TUBE、ZARD、T-BOLAN、大黒摩季など、ビーイング系アーティストがヒットを連発する「ビーイングブーム」のピークであり、WANDSもその流れに組み込まれていた。B'zの『愛のままにわがままに 僕は君だけを傷つけない』からWANDSの6thシングル『恋せよ乙女』に至る18週間は、ビーイング系アーティストがオリコン週間シングルランキング1位を記録し続けた。
また、この時期は、上杉がMANISH『声にならないほどに愛しい』、DEEN『このまま君だけを奪い去りたい』、Mi-Ke『Please Please Me, LOVE』、ZYYG『君が欲しくてたまらない』の4曲の歌詞を提供していた。『Please Please Me, LOVE』以外の3曲はWANDS名義でセルフカバーしている。また、6月リリースのZYYG、REV、ZARD、そして長嶋茂雄とのコラボレーション・シングル『果てしない夢を』とそのカップリング曲『雨に濡れて』では坂井泉水と共作した。
1993年11月、7thシングル『Jumpin' Jack Boy』のリリースを境にレーベルを B-Gram RECORDSに移す。翌月にはWANDS初のライブ「VIDEO SHOOTING」を渋谷 ON AIR EASTで開催し、1993年の活動を終えた。この年、シングル 4,112,008枚、アルバム 3,187,564枚の売上で第8回日本ゴールドディスク大賞を受賞した。
1994年6月、8thシングル『世界が終るまでは…』をリリース。現在、WANDSとしては最後のミリオンセラーシングルであるこの曲は、上杉が元来目指していたロックミュージシャンとしての路線と、『世界中の誰よりきっと』のような商業主義音楽、ポップ路線を求められることに対するアンサーとして、同じ「世界」という言葉を被せ、それが「終る」ことを意味したものだった。この年は1枚だけのCDリリースだったが、「LIVE-JUNK #0」、「LIVE-JUNK #1 KEEP MY ROCK'N ROAD」とライブ活動を本格化させた。
翌年の9thシングル『Secret Night 〜It's My Treat〜』は、栗林の『IT'S MY TREAT』という楽曲を上杉がどうしてもやりたいと懇願しリリースに至ったもので、このシングルと同年4月の4thアルバム『PIECE OF MY SOUL』以降、WANDSの音楽性はオルタナティブ・ロック路線に舵を切る。また、4月から5月にかけて『PIECE OF MY SOUL』を引っ提げたライブツアー「LIVE-JUNK #2 PIECE OF MY SOUL」では中野サンプラザ、大阪厚生年金会館、名古屋センチュリーホールなど全国のホール会場にて11公演を行った。
同年12月、上杉と柴崎による作曲としては初めての表題曲であり、上杉が当時志向していた「ニルヴァーナ」のようなグランジサウンドを追求した10thシングル『Same Side』をリリース。公式サイト上で、第2期WANDSが再びポップな方向へ歩み寄らないことを宣言したと説明された作品で、オリコン週間シングルランキングで初登場2位を記録したものの、売上は大きく落ちた。
1996年2月、柴崎と上杉、二人とも単独作曲では初めてのシングル表題曲となる11thシングル『WORST CRIME〜About a rock star who was a swindler〜/Blind To My Heart』（『WORST CRIME』が柴崎作曲、『Blind To My Heart』が上杉作曲）を発表後、ビーイングが求めるWANDSのスタイルと自身の志向する音楽活動とのずれを理由に、ベストアルバム『SINGLES COLLECTION+6』をリリースする前には上杉がWANDSを脱退。具体的な時期は不明ながら、柴崎も脱退した。当初は上杉のみの脱退であったが、脱退後の上杉のマネジメントを担当する制作会社・トライコーンのKという人物がユニバーサルJより「柴崎も欲しい」と言われ､柴崎を説得し脱退させた。なお、KはWANDSのライブで舞台監督をしていた。二人は後にal.ni.coを結成。

### 第3期（1997年 - 2000年）
上杉と柴崎の脱退により活動を休止していたが、ビーイングが「WANDS」の名前を商標登録していたため、残った木村はボーカルに元ジャニーズJr.で第8回BADオーディション合格者の和久二郎と、ギターにビーイングの一スタッフだった杉元一生を迎え、第3期WANDSとして活動を再開する。
1997年9月、当時デビュー直後であった小松未歩の楽曲提供により、12thシングル『錆びついたマシンガンで今を撃ち抜こう』を発表。フジテレビ系アニメ『ドラゴンボールGT』のエンディングテーマに使用された。オリコンデイリーチャート1位を記録し、売上も前作を上回った。同年11月には2ndベストアルバム『WANDS BEST 〜HISTORICAL BEST ALBUM〜』をリリース。上杉と柴崎の関知しないベストアルバムで、第2期において唯一木村が作曲した楽曲『MILLION MILES AWAY』の第3期メンバーでセルフカバーしたバージョンを収録したこの作品が、WANDSにとって現在最後のオリコン週間アルバムランキング1位記録作品である。
1998年には、ZARDの坂井泉水作詞で綿貫正顕作曲の13thシングル『Brand New Love』をリリースした。三菱自動車「ミラージュマリオン&チャレンジャーシティクルージング」のCMタイアップがついていたが、前作から売上を落とし、オリコン週間シングルランキングのトップ10入りも逃した。
同年6月、14thシングル『明日もし君が壊れても』をリリース。テレビ朝日系アニメ『遊☆戯☆王』のエンディングテーマに使用された。作詞は前作と同じく坂井泉水で、作曲はこれが初めての楽曲提供となる大野愛果だった。12thシングルと同じくアニメとのタイアップだった本作はオリコン週間8位を記録し、再びトップ10に返り咲いた。
翌1999年には15thシングル『「今日、ナニカノハズミデ生きている」』をリリースした。WANDS第3期は小松未歩、大野愛果といった新人作家を起用することになっており、本作もその例に漏れず、後にGARNET CROWのメンバーとなるAZUKI七が作詞し、rumania montevideoの三好誠が作曲を行ったものである。本作に対し、メンバーは他に良い曲があるのに何故この曲なのかと疑問を感じていたが、意見を言える立場でもなかったため諦めてリリースに至ったと和久は後に述べている。結果として、本作は前作から売上を落とし、オリコン週間35位を記録した。
計4枚リリースしたシングルは、表題曲の作詞作曲をメンバーによって自作することはできなかったが、13thから15thにかけては編曲をWANDS名義で行った。また、カップリング楽曲にはメンバーの自作曲を収録した。第2期において作曲は『PIECE OF MY SOUL』収録の『MILLION MILES AWAY』のみだった木村が、積極的に作詞にも作曲にも臨んだ。15thシングルのカップリング楽曲である『FREEZE』は、杉元による初めての作詞作曲で、プレイステーション用ゲームソフト「Cybernetic EMPIRE」イメージソングに使用された。WANDS単独名義の楽曲としては初めて、カップリング楽曲にタイアップがついた形となった。
1999年10月にはメンバー主導で制作に臨んだ5thオリジナルアルバム『AWAKE』をリリース。収録楽曲の『AWAKE』にはミズノ「インターナショナル」のCMタイアップがついていたが、上杉と柴崎による「al.ni.co」の3rdシングル『カナリア』にも同じくミズノ「インターナショナル」のCMタイアップがついていた。アルバムの売上は前作から落とし、結果的に第3期にとってこれが最初で最後のオリジナルアルバムとなり、2000年3月には公式サイト上で解体（解散）を表明するに至った。
第3期メンバーの主導で制作した3rdベストアルバム『BEST OF WANDS HISTORY』及びWANDS初の映像作品『BEST OF WANDS VIDEO HISTORY』をリリースし、WANDSは約10年の活動を終えた。『BEST OF WANDS HISTORY』には第2期の未発表曲『太陽のため息』を収録している。
WANDS第3期はライブの開催を予定していたが、実現には至らなかった。和久、杉元、木村の三人がライブの場で揃う状況は、WANDS解体から16年後に実現する。

### 解体後（2000年 - 2019年）
2002年、未発表のままとなっていた『君が欲しくてたまらない 〜WANDS Version〜』が収録されたベストアルバム『complete of WANDS at the BEING studio』がリリースされた。この後も、『BEST OF BEST 1000 WANDS』、『WANDS BEST HITS』とメンバー非公認のベストアルバムがリリースされた。2003年には、未発表曲『ささやかな愛情』を収録したコンピレーションアルバム『vocal compilation 90's hits Vol.1〜male〜 at the BEING studio』がリリースされた。
杉元は、様々なアーティストのライブサポートを経て、2002年にflow-warを、2005年にはCANDYMANを、2009年にはLIT-HUMを結成し、音楽活動における表舞台と裏方両方の活動を行う。木村は、表舞台での活動からは距離を取り、楽曲提供での活動を行う。和久は、事務所を移籍しソロでの音楽活動を試み、自宅で作詞作曲を行うも、音源のリリースには至らなかった。
2001年、al.ni.coが正式に解散した。以降、上杉はソロで活動しつつ、新しいバンド猫騙を結成する。柴崎は、2000年の反町隆史のシングル『Free』のカップリング曲『Black and White』を皮切りに他アーティストに楽曲提供を始めており、2005年には西川貴教と合流してabingdon boys schoolを結成する。
2006年のT.M.Revolutionのセルフカバーアルバム『UNDER:COVER』のレコーディングに大島と柴崎が参加。大島はアレンジャーとしても制作に関わった。2013年リリースの第2弾『UNDER:COVER 2』には大島も柴崎も楽曲のアレンジを担当した。
2011年4月2日に行われた西川主催のチャリティーライブ「STAND UP! JAPAN 中央共同募金会」では前述のアルバムで大島が編曲とキーボード、柴崎がギターを手掛けた『HEART OF SWORD 〜夜明け前〜』を大島、柴崎を含むメンバーでライブ演奏している。2人のライブでの共演はWANDS時代を含め初めてであった。イベント終了後、2人が「WANDSとしてサインした」という大島がWANDS時代に使用していたシンセサイザー、YAMAHA DX7II-FDがチャリティーオークションに出品された。
2011年3月28日、杉元（現・安保）が出演したライブに、和久が、本名の松元治郎名義でゲストボーカルとして参加。尾崎豊の『僕が僕であるために』を歌唱している。2人のライブでの共演はWANDS時代を含め初めてであった。
その後、2012年に松元は安保の支援を受けて音楽活動を再開。同年10月にリリースされた松元の初ソロアルバム『Reverb』は、安保がプロデューサーを務め、木村も楽曲提供しており、収録曲「Journey」のクレジットは「作詞 : 松元治郎 作曲 : 木村真也 編曲 : 安保一生」と第3期メンバーの名前が並んだ。また、収録曲『彼方に浮かぶ月』は、『Brand New Love』と同じ綿貫正顕の作曲で、WANDS時代に一度お蔵入りになっていた楽曲だった。2012年12月2日に開催された初ワンマンライブ「松元治郎 1st LIVE」で、松元と安保が再び共演した。
2016年2月2日、松元は2ndミニアルバム『I come back again』をリリース。再び安保がプロデュースし、木村、綿貫も楽曲を提供した。同年3月13日、「松元治郎 2nd LIVE」でも引き続き安保が参加、スペシャルゲストとして木村が参加したことで、第3期WANDSのメンバーが全員揃っての初のライブとなり、第3期WANDS時代の楽曲（シングル曲は全て）も披露された。
2012年、映像作品『LEGEND of 90's J-ROCK「LIVE BEST & CLIPS」』がリリース、同日に『BEST OF WANDS VIDEO HISTORY』には含まれていなかった映像も多く含んだ『WANDS BEST LIVE & CLIPS』もリリースされた。2011年のB.B.クィーンズ再結成や、「BEING LEGEND Live Tour 2012」の開催によるT-BOLAN、FIELD OF VIEWの再結成など、90年代に活躍したビーイング系アーティストが再結成する流れが興る。2017年には大黒摩季がシングル『Lie, Lie, Lie,』をビーイングからリリースした。2019年にはZARDのトリビュートバンドとしてSARD UNDERGROUNDがデビューした。
2018年には、BREAKERZのDAIGOがかつてのビーイングのヒット曲をカバーしたアルバム『Deing』を、長戸によるプロデュースでリリースした。『世界中の誰よりきっと』、『もっと強く抱きしめたなら』もカバーされた。このカバーアルバムのリリースは、WANDSの再結成を望む声を高めたとされる。

### 第4期（2019年）
長戸は2018年頃からWANDS再始動に向けて動いていた。『Deing』に灰原大介名義でコーラス参加していた上原大史は、エレベーターで長戸とすれ違うたびに「WANDSやらない?」と軽く誘われていた。上原は、最初は冗談のつもりだと思っていたが、2018年には長戸を介して上原が柴崎に紹介され、翌2019年に入ってからはWANDS再始動の動きが加速したという。
こうして、ギターに柴崎、キーボードに大島という第1期のメンバーと新ボーカル上原という体制を第4期とし、楽曲の制作を行なっていたが、大島は制作に専念するため脱退し、この間のCDリリースはなく、ファンの目の届くような活動もしていない。

### 第5期（2019年 - ）
第1期から第2期の流れと同じく、大島に替わって木村がメンバーに加わることが決定。2019年11月13日、上原、柴崎、木村の三人で第5期の活動が始まった。11月17日に行われるフリーライブ『DFT presents 音都 ONTO vol.6 @堂島リバーフォーラム』の模様をYouTube Liveで生配信、2020年1月29日にシングル『真っ赤なLip』を発売することが併せて発表された。
2020年1月29日、WANDS第5期としては初めての楽曲となる『真っ赤なLip』を16thシングルとしてリリース。大島が作編曲を務めた。この曲はテレビアニメ『名探偵コナン』のオープニングテーマに使用された（使用期間は、2020年1月4日～9月26日）。同年5月20日、『抱き寄せ 高まる 君の体温と共に』をリリースし、オリコンのデイリーチャートで初登場首位を獲得した。なおこの曲はBSテレビ東京土曜ドラマ9『サイレント・ヴォイス season2』の主題歌に使用され、後に『たけしのニッポンのミカタ!』のエンディングテーマにも使用された。
同年10月28日、第3期として1998年にリリースされた『AWAKE』以来およそ21年ぶり、第5期としては初となるオリジナル・アルバム『BURN THE SECRET』がリリースされた。同時に第5期で発表された全曲のサブスクリプション配信も開始された。WANDSの楽曲が公式にサブスクリプション配信されるのは、今回が初となる。
WANDS第5期の活動が始まった直後の時期は、新型コロナウイルス感染症の世界的な流行によって移動や密集が避けられていた時期であり、WANDSの活動にも大きな影響が出た。『抱き寄せ 高まる 君の体温と共に』のミュージック・ビデオは、大阪在住の上原と東京在住の柴崎、木村が集まることができなくなったため、三名のスタッフだけでメンバーを個別に撮ったものになった。アルバム『BURN THE SECRET』のリリースと同じ時期に行う予定だった東名阪のライブツアーも中止になり、替わりにストリーミングライブ「WANDS Streaming Live 〜BURN THE SECRET〜」が開催された。パンデミックはメンバーにも影響し、2021年4月、このような情勢に対して不安感や過度なストレスを抱いていた木村が、療養のため活動を休止することを発表。同年8月25日、上原の新型コロナウイルス感染を公表。同時に27日に出演を予定していた音楽イベントへの出演辞退と、9月に開催を予定していたライブツアーの全公演中止も発表された。9月6日、上原の体調回復が発表された。
ただし、パンデミックの渦中にあってもWANDSとしての活動を止めることはなかった。2021年6月、18thシングル『カナリア鳴いた頃に』をリリース。木村がジャケットアートワークにのみ参加し、レコーディングには不参加の状態でリリースされたこの作品は、WANDS初のノンタイアップシングルだった。同年11月3日、19thシングル『YURA YURA』をリリース。2度目となるテレビアニメ『名探偵コナン』のオープニングテーマに使用された（使用期間は、2021年10月2日～12月25日）。同年12月には「やっと会えるね!!」と題したファンクラブ限定のファンミーティングが東京と大阪で開催された。
2022年8月、23日に配信シングル『愛を叫びたい』、28日に配信シングル『世界が終るまでは… [WANDS 第5期 ver.]』をリリース。なお「愛を叫びたい」は後に株式会社EMシステムズの企業 TVCM 主題歌に使用された。翌月には、2020年と2021年に断念した第5期として初となるライブツアー『WANDS Live Tour 2022 ～FIRST ACT 5th period～』が大阪、愛知、神奈川で開催された。このツアーのファイナル公演で発表されたBREAKERZとのツーマンライブ「ROCK BONDZ -WANDS × BREAKERZ-」が12月に東京と大阪で開催された。
2023年1月21日、2年前に療養のため活動休止していた木村が活動再開を発表。体調と相談をしながら可能な範囲で活動を行う。1月29日には、アプリ「ドラゴンボールZ ドッカンバトル」の8周年記念生放送に三人揃って出演し、アニメ『ドラゴンボールGT』EDテーマ『錆びついたマシンガンで今を撃ち抜こう [WANDS第5期 ver.]』のパフォーマンスを披露し、2月27日にはTBS 『CDTV ライブ!ライブ!』に三人揃って出演し、『世界が終るまでは…』を披露した。
同年5月17日、20thシングル『RAISE INSIGHT』をリリース。3度目となるテレビアニメ『名探偵コナン』のオープニングテーマに使用された（使用期間は、2023年3月25日～10月21日）。8月30日には、WANDSとして7枚目、第5期として2枚目となるオリジナル・アルバム『Version 5.0』をリリース。9月には、この作品を引っ提げたライブツアー「WANDS Live Tour 2023 〜SHOUT OUT!〜」が福岡、大阪、宮城、北海道、愛知、東京で開催された。第2期として1995年に開催された『LIVE-JUNK #2 PIECE OF MY SOUL』以来およそ28年ぶり、第5期として初となる全国ツアーだった。12月、ファンクラブ限定のファンミーティングが大阪と神奈川で開催された。
2024年1月5日、配信シングル『大胆』をリリース。同日公開となる映画『名探偵コナン vs. 怪盗キッド』のテーマソングとなる。名探偵コナンのTVシリーズ特別編集版にテーマソングがつくのは初めてのことである。また、同年4月10日には、CDシングルとしてリリースされた。このシングルには、第5期としては初めてカップリング曲に第5期のオリジナル曲が収録された。
同年5月31日、YouTubeチャンネル「THE FIRST TAKE」にWANDSが初めて出演。『世界が終るまでは… [WANDS 第5期 ver.]』のパフォーマンスを行った。
同年6月から7月にかけて、愛知、大阪、東京にて第5期初となるホールツアー「WANDS Live Tour 2024 〜BOLD〜」及びそれに先駆けたファンクラブ会員限定ライブ「WANDS Live Tour 2024 〜BOLD〜 [VIP-LTD]」が開催された。このライブツアーにおける『大胆』のパフォーマンスが、10月16日にWANDSとしては初めてとなるライブ音源のデジタルシングル『大胆［LIVE ver. from WANDS Live Tour 2024〜BOLD〜］』としてリリースされた。
2025年1月22日、22ndシングル『Shooting star』をリリース。4度目のテレビアニメ『名探偵コナン』とのタイアップで、初めてとなるエンディングテーマである（2025年1月4日のオンエアから使用開始）。
同年3月26日、にはミニアルバム『TIME STEW』をリリース。また、同作を引っ提げた全国ホールツアー「WANDS Live Tour 2025 〜TIME STEW〜」及びそれに先駆けたファンクラブ会員限定ライブ「WANDS Live Tour 2025 〜TIME STEW〜 [VIP-LTD]」を開催予定。同年4月から5月にかけて全国10都市10公演を巡る予定で、第5期最大規模のツアーである。このうち、静岡 (VIP-LTD)、新潟、香川はWANDSにとって初上陸、広島は第5期にとって初上陸となる。

## ディスコグラフィ
WANDSはこれまでに8枚のスタジオ・アルバム、6枚のベスト・アルバム、22枚のCDシングル、5枚の映像作品をリリースしている。6枚あるベスト・アルバムのうち、WANDS解体後の3枚はメンバーの公認ではない。また、第1期と第5期はベスト・アルバムの発表を行っておらず、第5期に関しては第5期の楽曲が収録されたベスト・アルバムは存在しない。
2枚のコラボレーション・シングルを発表しており、いずれも第2期の作品である。
デジタルシングルを発表したのは第5期のみである。また、WANDS活動中に映像作品を発表したのも第5期のみである。

### 特記事項
- 第5期以降のCDシングルの最高位は、左側の列が『オリコン週間シングルランキング』、右側の列が『Billboard Japan Top Singles Sales』を参照したものである。
- デジタルシングルの最高位は、左側の列が『オリコン週間デジタルシングル（単曲）ランキング』、右側の列が『Billboard Japan Download Songs』を参照したものである。
- 第5期以降のオリジナル・アルバムの最高位は、左側の列が『オリコン週間アルバムランキング』、右側の列が『Billboard Japan Top Albums Sales』を参照したものである。
- 「認定」は、「一般社団法人日本レコード協会」のゴールドディスク認定検索とダウンロード認定検索を使用した。
- 「推定売上」は、「オリコン情報サービス you大樹」のデータ(要購読契約)を参照した。
- 参加作品において、特記がない限りアーティストの名義は「Various Artists」である。
- 参加作品の最高位は、オリコンチャートを参照したものである。
- 参加作品のWANDSの楽曲は、太字で表記されている場合、「WANDS」名義のCDには未収録の楽曲である。

### シングル

#### CDシングル
|                    | 発売日             | タイトル                                                              | 楽曲制作                                                                         | カップリング曲                                                   | 規格                | 規格品番                    | 最高位             | 最高位             | 認定               | 推定売上           | 初収録アルバム                       | ラインアップ       |
| TM FACTORY/東芝EMI | TM FACTORY/東芝EMI | TM FACTORY/東芝EMI                                                    | TM FACTORY/東芝EMI                                                               | TM FACTORY/東芝EMI                                               | TM FACTORY/東芝EMI  | TM FACTORY/東芝EMI          | TM FACTORY/東芝EMI | TM FACTORY/東芝EMI | TM FACTORY/東芝EMI | TM FACTORY/東芝EMI | TM FACTORY/東芝EMI                   | TM FACTORY/東芝EMI |
| ------------------ | ------------------ | --------------------------------------------------------------------- | -------------------------------------------------------------------------------- | ---------------------------------------------------------------- | ------------------- | --------------------------- | ------------------ | ------------------ | ------------------ | ------------------ | ------------------------------------ | ------------------ |
| 1st                | 1991年12月4日      | 寂しさは秋の色                                                        | 作詞：上杉昇 作曲：栗林誠一郎 編曲：明石昌夫                                     | STRAY CAT                                                        | 8cm CD              | TODT-2778（廃盤）           | 63位               | 63位               |                    | 30,800枚           | WANDS                                | 第1期              |
| 1st                | 1994年2月2日       | 寂しさは秋の色                                                        | 作詞：上杉昇 作曲：栗林誠一郎 編曲：明石昌夫                                     | STRAY CAT                                                        | 8cm CD              | BGDH-1020（再発現行盤）     | 63位               | 63位               |                    | 30,800枚           | WANDS                                | 第1期              |
| 2nd                | 1992年5月13日      | ふりむいて抱きしめて                                                  | 作詞：上杉昇 作曲：大島康祐 編曲：大島康祐                                       | Baby Baby Baby                                                   | 8cm CD              | TODT-2849（廃盤）           | 80位               | 80位               |                    | 20,110枚           | WANDS                                | 第1期              |
| 2nd                | 1994年2月2日       | ふりむいて抱きしめて                                                  | 作詞：上杉昇 作曲：大島康祐 編曲：大島康祐                                       | Baby Baby Baby                                                   | 8cm CD              | BGDH-1021（再発現行盤）     | 80位               | 80位               |                    | 20,110枚           | WANDS                                | 第1期              |
| 3rd                | 1992年7月1日       | もっと強く抱きしめたなら                                              | 作詞：魚住勉・上杉昇 作曲：多々納好夫 編曲：葉山たけし                           | Listen to the heartbeat                                          | 8cm CD              | TODT-2859（廃盤）           | 1位                | 1位                | 3プラチナ(旧)      | 1,662,690枚        | 時の扉                               | 第1期              |
| 3rd                | 1994年2月2日       | もっと強く抱きしめたなら                                              | 作詞：魚住勉・上杉昇 作曲：多々納好夫 編曲：葉山たけし                           | Listen to the heartbeat                                          | 8cm CD              | BGDH-1022（再発現行盤）     | 1位                | 1位                | 3プラチナ(旧)      | 1,662,690枚        | 時の扉                               | 第1期              |
| 4th                | 1993年2月26日      | 時の扉                                                                | 作詞：上杉昇 作曲：大島康祐 編曲：明石昌夫                                       | 声にならないほどに愛しい                                         | 8cm CD              | TODT-3001（廃盤）           | 1位                | 1位                | 3プラチナ(旧)      | 1,442,870枚        | 時の扉                               | 第2期              |
| 4th                | 1994年2月2日       | 時の扉                                                                | 作詞：上杉昇 作曲：大島康祐 編曲：明石昌夫                                       | 声にならないほどに愛しい                                         | 8cm CD              | BGDH-1023（再発現行盤）     | 1位                | 1位                | 3プラチナ(旧)      | 1,442,870枚        | 時の扉                               | 第2期              |
| 5th                | 1993年4月17日      | 愛を語るより口づけをかわそう                                          | 作詞：上杉昇 作曲：織田哲郎 編曲：明石昌夫                                       | …でも 君を はなさない                                            | 8cm CD              | TODT-3025（廃盤）           | 1位                | 1位                | ミリオン           | 1,121,070枚        | Little Bit…                          | 第2期              |
| 5th                | 1994年2月2日       | 愛を語るより口づけをかわそう                                          | 作詞：上杉昇 作曲：織田哲郎 編曲：明石昌夫                                       | …でも 君を はなさない                                            | 8cm CD              | BGDH-1024（再発現行盤）     | 1位                | 1位                | ミリオン           | 1,121,070枚        | Little Bit…                          | 第2期              |
| 6th                | 1993年7月7日       | 恋せよ乙女                                                            | 作詞：上杉昇 作曲：大島康祐 編曲：葉山たけし                                     | ありふれた言葉で                                                 | 8cm CD              | TODT-3060（廃盤）           | 1位                | 1位                | 2プラチナ(旧)      | 819,380枚          | Little Bit…                          | 第2期              |
| 6th                | 1994年2月2日       | 恋せよ乙女                                                            | 作詞：上杉昇 作曲：大島康祐 編曲：葉山たけし                                     | ありふれた言葉で                                                 | 8cm CD              | BGDH-1025（再発現行盤）     | 1位                | 1位                | 2プラチナ(旧)      | 819,380枚          | Little Bit…                          | 第2期              |
| B-Gram RECORDS     |                    |                                                                       |                                                                                  |                                                                  |                     |                             |                    |                    |                    |                    |                                      |                    |
| 7th                | 1993年11月17日     | Jumpin' Jack Boy                                                      | 作詞：上杉昇 作曲：栗林誠一郎 編曲：葉山たけし                                   | White Memories                                                   | 8cm CD              | BGDH-1017                   | 2位                | 2位                | プラチナ(旧)       | 826,750枚          | PIECE OF MY SOUL                     | 第2期              |
| 8th                | 1994年6月8日       | 世界が終るまでは…                                                     | 作詞：上杉昇 作曲：織田哲郎 編曲：葉山たけし                                     | Just a Lonely Boy                                                | 8cm CD              | BGDH-1038                   | 1位                | 1位                | ミリオン           | 1,221,250枚        | PIECE OF MY SOUL                     | 第2期              |
| 9th                | 1995年2月13日      | Secret Night 〜It's My Treat〜                                        | 作詞：上杉昇 英作詞(“It's My Treat”)：栗林誠一郎 作曲：栗林誠一郎 編曲：池田大介 | KEEP ON DREAM                                                    | 8cm CD              | BGDH-1044                   | 1位                | 1位                | プラチナ(旧)       | 631,350枚          | PIECE OF MY SOUL                     | 第2期              |
| 10th               | 1995年12月4日      | Same Side                                                             | 作詞：上杉昇 作曲：上杉昇・柴崎浩 編曲：WANDS                                    | Sleeping Fish                                                    | 8cm CD              | JBDJ-1010                   | 2位                | 2位                | ゴールド(旧)       | 234,020枚          | WANDS BEST 〜HISTORICAL BEST ALBUM〜 | 第2期              |
| 11th               | 1996年2月26日      | WORST CRIME〜About a rock star who was a swindler〜/Blind To My Heart | 作詞：上杉昇 作曲：柴崎浩 (#1)／上杉昇 (#2) 編曲：柴崎浩                         |                                                                  | 8cm CD              | JBDJ-1014                   | 9位                | 9位                | ゴールド(旧)       | 134,920枚          | WANDS BEST 〜HISTORICAL BEST ALBUM〜 | 第2期              |
| 12th               | 1997年9月3日       | 錆びついたマシンガンで今を撃ち抜こう                                  | 作詞：小松未歩 作曲：小松未歩 編曲：池田大介                                     | Try Again                                                        | 8cm CD              | JBDJ-1033                   | 4位                | 4位                | ゴールド(旧)       | 213,230枚          | WANDS BEST 〜HISTORICAL BEST ALBUM〜 | 第3期              |
| 13th               | 1998年2月11日      | Brand New Love                                                        | 作詞：坂井泉水 作曲：綿貫正顕 編曲：WANDS                                        | Hurts Good                                                       | 8cm CD              | JBDJ-1034                   | 17位               | 17位               |                    | 61,440枚           | AWAKE                                | 第3期              |
| 14th               | 1998年6月10日      | 明日もし君が壊れても                                                  | 作詞：坂井泉水 作曲：大野愛果 編曲：WANDS                                        | Soldier                                                          | 8cm CD              | JBDJ-1039                   | 8位                | 8位                |                    | 113,600枚          | AWAKE                                | 第3期              |
| 15th               | 1999年3月31日      | 「今日、ナニカノハズミデ生きている」                                  | 作詞：AZUKI七 作曲：三好誠 編曲：WANDS                                           | FREEZE                                                           | 8cm CD              | JBDJ-1045                   | 32位               | 32位               |                    | 15,290枚           | AWAKE                                | 第3期              |
| D-GO/GIZA studio   |                    |                                                                       |                                                                                  |                                                                  |                     |                             |                    |                    |                    |                    |                                      |                    |
| 16th               | 2020年1月29日      | 真っ赤なLip                                                           | 作詞：上原大史 作曲：大島こうすけ 編曲：大島こうすけ                             | もっと強く抱きしめたなら 〜WANDS 第5期 ver.〜                    | CD                  | GZCD-7005（名探偵コナン盤） | 14位               | 16位               |                    | 11,581枚           | BURN THE SECRET                      | 第5期              |
| 16th               | 2020年1月29日      | 真っ赤なLip                                                           | 作詞：上原大史 作曲：大島こうすけ 編曲：大島こうすけ                             | 時の扉 〜WANDS 第5期 ver.〜                                      | CD                  | GZCD-7006（通常盤）         | 14位               | 16位               |                    | 11,581枚           | BURN THE SECRET                      | 第5期              |
| 17th               | 2020年5月20日      | 抱き寄せ 高まる 君の体温と共に                                        | 作詞：上原大史 作曲：柴崎浩 編曲：柴崎浩                                         | Just a Lonely Boy 〜WANDS 第5期 ver.〜                           | CD+DVD              | GZCD-7007（初回限定盤）     | 3位                | 3位                |                    | 9,230枚            | BURN THE SECRET                      | 第5期              |
| 17th               | 2020年5月20日      | 抱き寄せ 高まる 君の体温と共に                                        | 作詞：上原大史 作曲：柴崎浩 編曲：柴崎浩                                         | 愛を語るより口づけをかわそう 〜WANDS 第5期 ver.〜                | CD                  | GZCD-7008（通常盤）         | 3位                | 3位                |                    | 9,230枚            | BURN THE SECRET                      | 第5期              |
| 18th               | 2021年6月9日       | カナリア鳴いた頃に                                                    | 作詞：上原大史 作曲：柴崎浩 編曲：柴崎浩                                         | 錆びついたマシンガンで今を撃ち抜こう [WANDS 第5期 ver.]          | CD                  | GZCD-7009（初回限定盤）     | 9位                | 9位                |                    | 9,469枚            | Version 5.0                          | 第5期              |
| 18th               | 2021年6月9日       | カナリア鳴いた頃に                                                    | 作詞：上原大史 作曲：柴崎浩 編曲：柴崎浩                                         | Brand New Love [WANDS 第5期 ver.]                                | CD                  | GZCD-7010（通常盤）         | 9位                | 9位                |                    | 9,469枚            | Version 5.0                          | 第5期              |
| 19th               | 2021年11月3日      | YURA YURA                                                             | 作詞：上原大史 作曲：柴崎浩 編曲：柴崎浩                                         | MILLION MILES AWAY [WANDS 第5期 ver.]                            | CD                  | GZCD-7011（名探偵コナン盤） | 9位                | 11位               |                    | 7,864枚            | Version 5.0                          | 第5期              |
| 19th               | 2021年11月3日      | YURA YURA                                                             | 作詞：上原大史 作曲：柴崎浩 編曲：柴崎浩                                         | Jumpin' Jack Boy [WANDS 第5期 ver.]                              | CD                  | GZCD-7012（通常盤）         | 9位                | 11位               |                    | 7,864枚            | Version 5.0                          | 第5期              |
| 20th               | 2023年5月17日      | RAISE INSIGHT                                                         | 作詞：上原大史 作曲：柴崎浩 編曲：柴崎浩                                         |                                                                  | CD+Blu-ray          | GZCD-7013（名探偵コナン盤） | 9位                | 15位               |                    | 6,205枚            | Version 5.0                          | 第5期              |
| 20th               | 2023年5月17日      | RAISE INSIGHT                                                         | 作詞：上原大史 作曲：柴崎浩 編曲：柴崎浩                                         | GZCD-7014（通常盤）                                              | CD+Blu-ray          |                             | 9位                | 15位               |                    | 6,205枚            | Version 5.0                          | 第5期              |
| 21st               | 2024年4月10日      | 大胆                                                                  | 作詞：上原大史 作曲：柴崎浩 編曲：柴崎浩                                         | 真っ赤なLip [LIVE ver. from WANDS Live Tour 2023 〜SHOUT OUT!〜] | CD+アクリルスタンド | GZCD-7015（名探偵コナン盤） | 5位                | 8位                |                    | 7,893枚            | TIME STEW                            | 第5期              |
| 21st               | 2024年4月10日      | 大胆                                                                  | 作詞：上原大史 作曲：柴崎浩 編曲：柴崎浩                                         | honey                                                            | CD                  | GZCD-7016（通常盤）         | 5位                | 8位                |                    | 7,893枚            | TIME STEW                            | 第5期              |
| 22nd               | 2025年1月22日      | Shooting star                                                         | 作詞：上原大史 作曲：柴崎浩 編曲：柴崎浩                                         |                                                                  | CD+アクリルスタンド | GZCD-7017（名探偵コナン盤） | 8位                | 11位               |                    | 4,897枚            | TIME STEW                            | 第5期              |
| 22nd               | 2025年1月22日      | Shooting star                                                         | 作詞：上原大史 作曲：柴崎浩 編曲：柴崎浩                                         | CD+Blu-ray                                                       | GZCD-7018（通常盤） |                             | 8位                | 11位               |                    | 4,897枚            | TIME STEW                            | 第5期              |

#### デジタルシングル
| 発売日           | タイトル                                            | 楽曲制作                                   | 規格                   | 最高位           | 最高位           | 初収録アルバム   | ラインアップ     |
| D-GO/GIZA studio | D-GO/GIZA studio                                    | D-GO/GIZA studio                           | D-GO/GIZA studio       | D-GO/GIZA studio | D-GO/GIZA studio | D-GO/GIZA studio | D-GO/GIZA studio |
| ---------------- | --------------------------------------------------- | ------------------------------------------ | ---------------------- | ---------------- | ---------------- | ---------------- | ---------------- |
| 2020年9月19日    | Secret Night 〜It's My Treat〜 [WANDS 第5期 ver.]   | 作詞：上杉昇 作曲：栗林誠一郎 編曲：柴崎浩 | デジタル・ダウンロード | 対象外           | 37位             | BURN THE SECRET  | 第5期            |
| 2022年8月23日    | 愛を叫びたい                                        | 作詞：上原大史 作曲：柴崎浩 編曲：柴崎浩   | デジタル・ダウンロード | 20位             | 30位             | Version 5.0      | 第5期            |
| 2022年8月28日    | 世界が終るまでは… [WANDS 第5期 ver.]                | 作詞：上杉昇 作曲：織田哲郎 編曲：柴崎浩   | デジタル・ダウンロード | 23位             | 12位             | Version 5.0      | 第5期            |
| 2024年1月5日     | 大胆                                                | 作詞：上原大史 作曲：柴崎浩 編曲：柴崎浩   | デジタル・ダウンロード | 32位             | 15位             | TIME STEW        | 第5期            |
| 2024年10月16日   | 大胆［LIVE ver. from WANDS Live Tour 2024〜BOLD〜］ | 作詞：上原大史 作曲：柴崎浩 編曲：柴崎浩   | デジタル・ダウンロード |                  |                  |                  | 第5期            |

#### コラボレーション・シングル
| 発売日         | タイトル             | 楽曲制作                                               | カップリング曲                  | アーティスト                               | レーベル       | 規格              | 規格品番                             | 最高位 | 認定                                 | 推定売上    | 初収録アルバム                                   |
| -------------- | -------------------- | ------------------------------------------------------ | ------------------------------- | ------------------------------------------ | -------------- | ----------------- | ------------------------------------ | ------ | ------------------------------------ | ----------- | ------------------------------------------------ |
| 1992年10月28日 | 世界中の誰よりきっと | 作詞：上杉昇・中山美穂 作曲：織田哲郎 編曲：葉山たけし | 世界中の誰よりきっと〈PART II〉 | 中山美穂 & WANDS                           | キングレコード | 8cm CD            | KIDS-111                             | 1位    | 4プラチナ(旧)（CD） プラチナ（配信） | 1,833,000枚 | 中山美穂『Dramatic Songs』 WANDS 『時の扉』      |
| 2023年11月3日  | 世界中の誰よりきっと | 作詞：上杉昇・中山美穂 作曲：織田哲郎 編曲：葉山たけし | 世界中の誰よりきっと〈PART II〉 | 中山美穂 & WANDS                           | キングレコード | 7シングルレコード | NDS-1066（2023 レコードの日 限定盤） | 28位   | 4プラチナ(旧)（CD） プラチナ（配信） | 1,833,000枚 | 中山美穂『Dramatic Songs』 WANDS 『時の扉』      |
| 1993年6月9日   | 果てしない夢を       | 作詞：上杉昇・坂井泉水 作曲：出口雅之 編曲：明石昌夫   | 雨に濡れて                      | ZYYG, REV, ZARD & WANDS featuring 長嶋茂雄 | ZAIN RECORDS   | 8cm CD            | ZADL-1007                            | 2位    | プラチナ(旧)                         | 726,310枚   | ZARD『ZARD BEST The Single Collection 〜軌跡〜』 |

### アルバム

#### オリジナル・アルバム
| 1st (mini AL)    | 1992年6月17日  | WANDS            | CD                    | TOCT-6504（廃盤）        | 10位 | 10位 | プラチナ(旧) | 349,420枚   | 第1期 |
| 1st (mini AL)    | 1994年2月2日   | WANDS            | CD                    | BGCH-1006（再発現行盤）  | 10位 | 10位 | プラチナ(旧) | 349,420枚   | 第1期 |
| 2nd              | 1993年4月17日  | 時の扉           | CD                    | TOCT-7025（廃盤）        | 1位  | 1位  | 2ミリオン    | 1,626,350枚 | 第2期 |
| 2nd              | 1994年2月2日   | 時の扉           | CD                    | BGCH-1007（再発現行盤）  | 1位  | 1位  | 2ミリオン    | 1,626,350枚 | 第2期 |
| 3rd              | 1993年10月6日  | Little Bit…      | CD                    | TOCT-8190（廃盤）        | 2位  | 2位  | ミリオン     | 951,660枚   | 第2期 |
| 3rd              | 1994年4月1日   | Little Bit…      | CD                    | BGCH-1008（再発現行盤）  | 2位  | 2位  | ミリオン     | 951,660枚   | 第2期 |
| B-Gram RECORDS   |                |                  |                       |                          |      |      |              |             |       |
| 4th              | 1995年4月24日  | PIECE OF MY SOUL | CD                    | JBCJ-1002                | 1位  | 1位  | ミリオン     | 963,560枚   | 第2期 |
| 5th              | 1999年10月27日 | AWAKE            | CD                    | JBCJ-1025                | 18位 | 18位 |              | 25,640枚    | 第3期 |
| D-GO/GIZA studio |                |                  |                       |                          |      |      |              |             |       |
| 6th              | 2020年10月28日 | BURN THE SECRET  | CD+DVD                | GZCD-5012（初回限定盤）  | 4位  | 2位  |              | 20,618枚    | 第5期 |
| 6th              | 2020年10月28日 | BURN THE SECRET  | CD                    | GZCD-5013（通常盤）      | 4位  | 2位  |              | 20,618枚    | 第5期 |
| 7th              | 2023年8月30日  | Version 5.0      | CD+Blu-ray            | GZCD-5014（初回限定盤A） | 6位  | 9位  |              | 13,711枚    | 第5期 |
| 7th              | 2023年8月30日  | Version 5.0      | CD+フォトブックレット | GZCD-5015（初回限定盤B） | 6位  | 9位  |              | 13,711枚    | 第5期 |
| 7th              | 2023年8月30日  | Version 5.0      | CD                    | GZCD-5016（通常盤）      | 6位  | 9位  |              | 13,711枚    | 第5期 |
| 8th (mini AL)    | 2025年3月26日  | TIME STEW        | CD+LIVE Blu-ray       | GZCD-5017（初回限定盤A） | 11位 | 12位 |              | 8,488枚     | 第5期 |
| 8th (mini AL)    | 2025年3月26日  | TIME STEW        | CD+LIVE CD            | GZCD-5018（初回限定盤B） | 11位 | 12位 |              | 8,488枚     | 第5期 |
| 8th (mini AL)    | 2025年3月26日  | TIME STEW        | CD                    | GZCD-5019（通常盤）      | 11位 | 12位 |              | 8,488枚     | 第5期 |

#### ベスト・アルバム
|                | 発売日         | タイトル                              | 規格           | 規格品番                | 最高位         | 認定           | 推定売上       | 備考 |
| B-Gram RECORDS | B-Gram RECORDS | B-Gram RECORDS                        | B-Gram RECORDS | B-Gram RECORDS          | B-Gram RECORDS | B-Gram RECORDS | B-Gram RECORDS | B-Gram RECORDS |
| -------------- | -------------- | ------------------------------------- | -------------- | ----------------------- | -------------- | -------------- | -------------- | --- |
| 1st            | 1996年3月16日  | SINGLES COLLECTION+6                  | CD             | JBCJ-1006               | 1位            | 2プラチナ(旧)  | 831,000枚      | 第2期最後の作品 「恋せよ乙女」のリミックス、未発表曲「白く染まれ」収録                                                              |
| 2nd            | 1997年11月6日  | WANDS BEST 〜HISTORICAL BEST ALBUM〜  | CD             | JBCJ-1017               | 1位            | プラチナ(旧)   | 379,490枚      | 第3期結成直後にリリース 6曲にリミックスが施されている 「MILLION MILES AWAY (WANDS 第3期 ver.)」収録                                 |
| 3rd            | 2000年6月9日   | BEST OF WANDS HISTORY                 | CD             | JBCJ-1030               | 17位           |                | 37,650枚       | 解散前最終作品 ライヴ音源の「世界中の誰よりきっと」、未発表曲「太陽のため息」収録                                                   |
| 4th            | 2002年8月25日  | complete of WANDS at the BEING studio | CD             | JBCJ-5002（廃盤）       | 47位           |                | 14,410枚       | 解散後作品 『at the BEING studio』シリーズ ライヴ音源の「寂しさは秋の色」、未発表曲「君が欲しくてたまらない 〜WANDS Version〜」収録 |
| 4th            | 2012年9月29日  | complete of WANDS at the BEING studio | CD             | JBCJ-5102（再発現行盤） | 47位           |                | 14,410枚       | 解散後作品 『at the BEING studio』シリーズ ライヴ音源の「寂しさは秋の色」、未発表曲「君が欲しくてたまらない 〜WANDS Version〜」収録 |
| 5th            | 2007年12月12日 | BEST OF BEST 1000 WANDS               | CD             | JBCS-1004               | 52位           |                | 34,231枚       | 解散後作品 『BEST OF BEST 1000』シリーズ                                                                                            |
| 6th            | 2008年5月27日  | WANDS BEST HITS                       | CD             | JDCT-002                | 対象外         |                |                | 解散後作品 『BEST HITS』シリーズ |

### 映像作品
| 発売日        | タイトル                                      | レーベル       | 規格    | 規格品番            | 最高位 | ラインアップ |
| ------------- | --------------------------------------------- | -------------- | ------- | ------------------- | ------ | ------------ |
| 2000年6月9日  | BEST OF WANDS VIDEO HISTORY                   | B-VISION       | VHS     | BMVR-9001（廃盤）   | 圏外   | 第1-3期      |
| 2000年8月1日  | BEST OF WANDS VIDEO HISTORY                   | B-VISION       | DVD     | BMBD-1002（現行盤） | 圏外   | 第1-3期      |
| 2012年8月8日  | WANDS BEST LIVE & CLIPS                       | B-Gram RECORDS | 2DVD    | JBBS-5003/4         | 圏外   | 第1-3期      |
| 2021年4月7日  | WANDS Streaming Live 〜BURN THE SECRET〜      | D-GO           | Blu-ray | GZXD-8001           | 4位    | 第5期        |
| 2023年5月17日 | WANDS Live Tour 2022 〜FIRST ACT 5th period〜 | D-GO           | Blu-ray | GZXD-8002           | 7位    | 第5期        |
| 2024年2月28日 | WANDS Live Tour 2023 〜SHOUT OUT!〜           | D-GO           | Blu-ray | GZXD-8003           | 5位    | 第5期        |
| 2025年1月22日 | WANDS Live Tour 2024 〜BOLD〜                 | D-GO           | Blu-ray | GZXD-8004           | 6位    | 第5期        |

### 参加作品
| 発売日                              | タイトル                                                       | レーベル                                     | 規格           | 規格品番                         | 最高位      | WANDSの楽曲 |
| WANDS活動中                         | WANDS活動中                                                    | WANDS活動中                                  | WANDS活動中    | WANDS活動中                      | WANDS活動中 | WANDS活動中 |
| ----------------------------------- | -------------------------------------------------------------- | -------------------------------------------- | -------------- | -------------------------------- | ----------- | --- |
| 1991年11月21日                      | ホテルウーマン オリジナルサウンドトラック                      | BMGビクター                                  | CD             | BVCR-5023                        | 25位        | 寂しさは秋の色 |
| 1991年11月21日                      | ホテルウーマン オリジナルサウンドトラック                      | BMGビクター                                  | カセットテープ | BVTR-5023                        | 25位        | 寂しさは秋の色 |
| 1993年11月21日                      | ホテルウーマン オリジナルサウンドトラック                      | BMGルームス                                  | CD             | BMCR-6801(再発現行盤)            | 25位        | 寂しさは秋の色 |
| 1993年1月20日                       | 中山美穂『Dramatic Songs』                                     | キングレコード                               | CD             | KICS-290                         | 2位         | 世界中の誰よりきっと<PartⅡ>（アコースティック・バージョン）                                                                                         |
| 1995年3月20日                       | SLAM DUNK オリジナルサウンドトラック 〜Special TV Version〜    | ZAIN RECORDS                                 | CD             | ZACL-1023                        |             | 世界が終るまでは… (TVサイズ) |
| 1996年3月20日                       | スラムダンク テーマソング集                                    | B-Gram RECORDS                               | CD             | JBCJ-1008                        | 29位        | 世界が終るまでは… |
| WANDS第3期解体後 / WANDS第5期始動前 |                                                                |                                              |                |                                  |             | |
| 2003年4月25日                       | vocal compilation 90's hits Vol.1 〜male〜 at the BEING studio | B-Gram RECORDS                               | CD             | JBCJ-5010                        | 154位       | ふりむいて抱きしめて 天使になんてなれなかった ささやかな愛情                                                                                        |
| 2003年7月21日                       | THE BEST OF TV ANIMATION SLAM DUNK 〜Single Collection〜       | B-Gram RECORDS                               | CD+DVD         | JBCJ-9053                        | 52位        | 世界が終るまでは… (音源+アニメノンクレジットED映像+『NO.』内楽曲紹介映像)                                                                           |
| 2014年12月17日                      | THE BEST OF TV ANIMATION SLAM DUNK 〜Single Collection〜       | B-Gram RECORDS                               | BSCD+blu-ray   | JBCJ-9053 (HIGH SPEC EDITION)    | 52位        | 世界が終るまでは… (音源+アニメノンクレジットED映像)                                                                                                 |
| 2004年10月27日                      | It's TV SHOW!! 〜TBSテレビ&フジテレビ 主題歌&テーマ曲BEST〜    | B-Gram RECORDS                               | 2CD            | JBCJ-9009〜JBCJ-9010             | 46位        | Secret Night 〜It's My Treat〜 |
| 2005年11月                          | COUNTDOWN BEING                                                | J-DISC Being                                 | 4CD            | JDCV-1001〜JDCV-1004             |             | 恋せよ乙女 世界中の誰よりきっと 〜Album Version〜 時の扉 愛を語るより口づけをかわそう 世界が終るまでは… もっと強く抱きしめたなら                    |
| 2006年3月1日                        | FUN 〜Greatest Hits of 90's〜                                  | BMG JAPAN                                    | 5CD            | DRF-11101〜DRF-11105             |             | もっと強く抱きしめたなら 世界が終るまでは… 時の扉 愛を語るより口づけをかわそう 世界中の誰よりきっと 〜Album Version〜                               |
| 2008年7月9日                        | スプラッシュ !!                                                | GT music                                     | CD             | MHCL-1360                        | 25位        | 愛を語るより口づけをかわそう |
| 2008年8月20日                       | クライマックス ロマンティック・ソングス                        | ソニー・ミュージックダイレクト               | 2CD            | MHCL-1361〜1362                  | 6位         | もっと強く抱きしめたなら |
| 2008年10月22日                      | Eternal -the best love songs of male-                          | ユニバーサルミュージック                     | CD             | UICZ-8047                        | 58位        | もっと強く抱きしめたなら |
| 2009年8月19日                       | クライマックス 90's ファンタスティック・ソングス               | ソニー・ミュージックダイレクト               | 2CD            | MHCL-1564〜MHCL-1565             | 27位        | 世界が終るまでは… |
| 2009年10月7日                       | オーライ! 元気になれるうた                                     | ソニー・ミュージックダイレクト               | 2CD            | MHCL-1623〜MHCL-1624             |             | 時の扉 |
| 2009年12月-                         | BEST HIT BEING                                                 | J-DISC Being                                 | 4CD            | JDCV-1005〜JDCV-1008             |             | 恋せよ乙女 世界が終るまでは… 世界中の誰よりきっと 〜Album Version〜 Jumpin' Jack Boy                                                                |
| 2012年6月(廉価版)                   | BEST HIT BEING                                                 | J-DISC Being                                 | 4CD            | JDCV-1005〜JDCV-1008             |             | 恋せよ乙女 世界が終るまでは… 世界中の誰よりきっと 〜Album Version〜 Jumpin' Jack Boy                                                                |
| 2012年8月8日                        | LEGEND of 90's J-ROCK「LIVE BEST & CLIPS」                     | Being                                        | 2DVD           | JBBS-5005〜JBBS-5006             | 14位        | もっと強く抱きしめたなら (ライブ映像) 愛を語るより口づけをかわそう (ライブ映像) 世界が終るまでは… (ライブ映像) 果てしない夢を (MV TVオンエアサイズ) |
| 2012年10月17日                      | MILLION 〜BEST OF 90's J-POP〜 RED                             | B-Gram RECORDS                               | CD+DVD         | JBCS-1011                        | 32位        | もっと強く抱きしめたなら (音源+MV) |
| 2012年10月17日                      | MILLION 〜BEST OF 90's J-POP〜 BLUE                            | avex infinity                                | CD+DVD         | AQCD-50798B                      | 39位        | 時の扉 (音源のみ) |
| 2016年2月24日                       | ドラゴンボール 神 BEST                                         | 日本コロムビア                               | 2CD+DVD        | COZX-1144〜COZX-1146(初回限定盤) | 14位        | 錆びついたマシンガンで今を撃ち抜こう |
| 2016年2月24日                       | ドラゴンボール 神 BEST                                         | 日本コロムビア                               | 2CD            | COCX-39493〜COCX-39494(通常盤)   | 14位        | 錆びついたマシンガンで今を撃ち抜こう |
| WANDS第5期始動後                    |                                                                |                                              |                |                                  |             | |
| 2020年3月25日                       | THE BEST OF DETECTIVE CONAN 6 〜名探偵コナン テーマ曲集6〜     | B-Gram RECORDS                               | 2CD            | JBCJ-9064〜JBCJ-9065(初回限定盤) | 6位         | 真っ赤なLip (TV size) |
| 2020年3月25日                       | THE BEST OF DETECTIVE CONAN 6 〜名探偵コナン テーマ曲集6〜     | B-Gram RECORDS                               | 2CD            | JBCJ-9066〜JBCJ-9067(通常盤)     | 6位         | 真っ赤なLip (TV size) |
| 2020年4月8日                        | キミが好きだと叫びたい 〜Love & Yell〜 mixed by DJ和           | Being                                        | CD             | JBCZ-9105                        | 5位         | 恋せよ乙女 もっと強く抱きしめたなら |
| 2020年12月16日                      | ミリオンデイズ 〜あの日のわたしと、歌え。〜 mixed by DJ和      | ソニー・ミュージックアソシエイテッドレコーズ | CD             | AICL-3965                        | 7位         | 世界が終るまでは… |
| 2023年3月29日                       | Animelo Summer Live 2022 -Sparkle- DAY3                        | アニサマプロジェクト2022                     | 2blu-ray       | SSXX-227〜SSXX-228               | 7位         | 真っ赤なLip (ライブ映像) 錆びついたマシンガンで今を撃ち抜こう [WANDS第5期ver.] (ライブ映像)                                                         |

### ネット配信
90's J-POP ARCHIVE -WANDS-（2008年11月1日）
Musingで配信されている『LIVE-JUNK #2 PIECE OF MY SOUL』（1995年5月25日 中野サンプラザ）のライブ映像集。
2006年11月にMusic Japan TVにて放送された同名の番組と同様の内容である。

### 未発表アルバム
バラード・ベストアルバム（仮）
当時、1998年3月18日（DEENの『SINGLES+1』と同時発売）発売予定と公表されていたが、延期になり、発売中止となった。詳細等は不明。品番JBCJ-1019。予価1998円。
「ありふれた言葉で」「Little Bit...」「このまま君だけを奪い去りたい」「DON'T CRY」など全11曲収録予定だった。

## タイアップ一覧
| 使用年 | 曲名                                                | タイアップ                                                                     | 初出                                                                              |
| ------ | --------------------------------------------------- | ------------------------------------------------------------------------------ | --------------------------------------------------------------------------------- |
| 1991年 | 寂しさは秋の色                                      | 関西テレビ・フジテレビ系ドラマ"おんなの企業サスペンス"『ホテルウーマン』挿入歌 | シングル『寂しさは秋の色』                                                        |
| 1992年 | ふりむいて抱きしめて                                | テレビ朝日系『OH!エルくらぶ』オープニングテーマ                                | シングル『ふりむいて抱きしめて』                                                  |
| 1992年 | もっと強く抱きしめたなら                            | 三井生命CMソング                                                               | シングル『もっと強く抱きしめたなら』                                              |
| 1992年 | 世界中の誰よりきっと                                | フジテレビ系ドラマ『誰かが彼女を愛してる』主題歌                               | シングル『世界中の誰よりきっと』                                                  |
| 1992年 | 世界中の誰よりきっと <PartⅡ>                        | フジテレビ系ドラマ『誰かが彼女を愛してる』挿入歌                               | シングル『世界中の誰よりきっと』                                                  |
| 1993年 | 時の扉                                              | テレビ朝日系『ネオドラマ』主題歌                                               | シングル『時の扉』                                                                |
| 1993年 | 愛を語るより口づけをかわそう                        | 三貴「ブティックJOY」CMソング                                                  | シングル『愛を語るより口づけをかわそう』                                          |
| 1993年 | 果てしない夢を                                      | 日本テレビ系『劇空間プロ野球93』テーマソング                                   | シングル『果てしない夢を』                                                        |
| 1993年 | 雨に濡れて                                          | 日本テレビ系『ハートにジャストミート』エンディングテーマ                       | シングル『果てしない夢を』                                                        |
| 1993年 | 恋せよ乙女                                          | 三貴「ブティックJOY」CMソング                                                  | シングル『恋せよ乙女』                                                            |
| 1993年 | Jumpin' Jack Boy                                    | ミズノスキーウエア「インパルス」CMソング                                       | シングル『Jumpin' Jack Boy』                                                      |
| 1994年 | 世界が終るまでは…                                   | テレビ朝日系アニメ『SLAM DUNK』エンディングテーマ                              | シングル『世界が終るまでは…』                                                     |
| 1994年 | 世界が終るまでは…                                   | 東映配給アニメ映画『スラムダンク 全国制覇だ! 桜木花道』エンディングテーマ      | シングル『世界が終るまでは…』                                                     |
| 1995年 | Secret Night 〜It's My Treat〜                      | TBS系『COUNT DOWN TV』1995年1・2月度オープニングテーマ                         | シングル『Secret Night 〜It's My Treat〜』                                        |
| 1995年 | Same Side                                           | テレビ朝日系『NBA FAST BREAK』エンディングテーマ                               | シングル『Same Side』                                                             |
| 1995年 | Same Side                                           | ソニー・マガジンズ「What's in!」CMソング                                       | シングル『Same Side』                                                             |
| 1996年 | WORST CRIME〜About a rock star who was a swindler〜 | TBS系『COUNT DOWN TV』1996年2月度オープニングテーマ                            | シングル『WORST CRIME〜About a rock star who was a swindler〜/Blind To My Heart』 |
| 1997年 | 錆びついたマシンガンで今を撃ち抜こう                | フジテレビ系アニメ『ドラゴンボールGT』エンディングテーマ                       | シングル『錆びついたマシンガンで今を撃ち抜こう』                                  |
| 1997年 | 錆びついたマシンガンで今を撃ち抜こう                | U局系『J-ROCK ARTIST BEST 50』オープニングテーマ                               | シングル『錆びついたマシンガンで今を撃ち抜こう』                                  |
| 1998年 | Brand New Love                                      | 三菱自動車「ミラージュマリオン＆チャレンジャーシティクルージング」CMソング     | シングル『Brand New Love』                                                        |
| 1998年 | 明日もし君が壊れても                                | テレビ朝日系アニメ『遊☆戯☆王』エンディングテーマ                               | シングル『明日もし君が壊れても』                                                  |
| 1999年 | 「今日、ナニカノハズミデ生きている」                | TBS系『ワンダフル』1999年3月度エンディングテーマ                               | シングル『「今日、ナニカノハズミデ生きている」』                                  |
| 1999年 | FREEZE                                              | プレイステーション用ゲームソフト「Cybernetic EMPIRE」イメージソング            | シングル『「今日、ナニカノハズミデ生きている」』                                  |
| 1999年 | AWAKE                                               | ミズノ「インターナショナル」CMソング                                           | アルバム『AWAKE』                                                                 |
| 2020年 | 真っ赤なLip                                         | 読売テレビ・日本テレビ系アニメ『名探偵コナン』オープニングテーマ               | シングル『真っ赤なLip』                                                           |
| 2020年 | 抱き寄せ 高まる 君の体温と共に                      | BSテレ東土曜ドラマ9『サイレント・ヴォイス season2』主題歌                      | シングル『抱き寄せ 高まる 君の体温と共に』                                        |
| 2020年 | 抱き寄せ 高まる 君の体温と共に                      | テレビ東京系『たけしのニッポンのミカタ!』エンディングテーマ                    | シングル『抱き寄せ 高まる 君の体温と共に』                                        |
| 2020年 | Secret Night 〜It's My Treat〜 [WANDS 第5期 ver.]   | TBS系『CDTVサタデー』2020年9月度エンディングテーマ                             | アルバム『BURN THE SECRET』                                                       |
| 2021年 | YURA YURA                                           | 読売テレビ・日本テレビ系アニメ『名探偵コナン』オープニングテーマ               | シングル『YURA YURA』                                                             |
| 2022年 | 愛を叫びたい                                        | 株式会社EMシステムズ 企業 TVCM 主題歌                                          | デジタルシングル『愛を叫びたい』                                                  |
| 2023年 | RAISE INSIGHT                                       | 読売テレビ・日本テレビ系アニメ『名探偵コナン』オープニングテーマ               | シングル『RAISE INSIGHT』                                                         |
| 2024年 | 大胆                                                | 映画『名探偵コナン vs. 怪盗キッド』（TVシリーズ特別編集版）テーマソング        | デジタルシングル『大胆』                                                          |
| 2025年 | Shooting star                                       | 読売テレビ・日本テレビ系アニメ『名探偵コナン』エンディングテーマ               | シングル『Shooting star』                                                         |

## ライブ
ライブを開催しているのは第2期と第5期のみ。
| 年     | 月日                | ライブタイトル                                       | 開催場所 | サポートメンバー                                                          | 備考                                                                                 |
| 第2期  | 第2期               | 第2期                                                | 第2期 | 第2期                                                                     | 第2期                                                                                |
| ------ | ------------------- | ---------------------------------------------------- | --- | ------------------------------------------------------------------------- | ------------------------------------------------------------------------------------ |
| 1993年 | 12月8日             | VIDEO SHOOTING                                       | 渋谷 ON AIR EAST |                                                                           |                                                                                      |
| 1994年 | 4月25日 - 4月26日   | LIVE-JUNK #0                                         | 渋谷 ON AIR WEST | 宮沢昌宏（Ba） 南部亮二（Dr） 中尾昌文（Key）                             |                                                                                      |
| 1994年 | 6月22日 - 6月24日   | LIVE-JUNK #1 KEEP MY ROCK'N ROAD                     | 22日 - 渋谷公会堂 24日 - 中野サンプラザ | 宮沢昌宏（Ba） 南部亮二（Dr） 中尾昌文（Key・Mp）                         |                                                                                      |
| 1995年 | 4月14日 - 5月25日   | LIVE-JUNK #2 PIECE OF MY SOUL                        | 4月14日 - 北海道厚生年金会館 17日、18日 - 大阪厚生年金会館 24日 - 宮城県民会館 5月1日、2日 - 中野サンプラザ 8日 - 福岡サンパレス 9日 - 広島厚生年金会館 11日 - 名古屋センチュリーホール 24日、25日 - 中野サンプラザ                                                                                               | 宮沢昌宏（Ba） 南部亮二（Dr） 鈴木秋則（Mp）                              |                                                                                      |
| 第5期  |                     |                                                      | |                                                                           |                                                                                      |
| 2020年 | 2月13日 - 2月16日   | SPECIAL LIVE EVENT                                   | 13日 - hills パン工場 16日 - 渋谷eggman | 麻井寛史（Ba） 車谷啓介（Dr）                                             | シングル『真っ赤なLip』購入者限定                                                    |
| 2020年 | 10月7日 - 10月26日  | WANDS LIVE TOUR 2020                                 | 7日 - 梅田クラブクアトロ 15日 - 名古屋クラブクアトロ 26日 - 渋谷クラブクアトロ |                                                                           | 公演中止                                                                             |
| 2020年 | 10月31日 - 11月1日  | WANDS Streaming Live〜BURN THE SECRET〜              | 31日 - WANDER-LAND NEO Special Edition (WANDER-LAND NEO会員のみ) 1日 - 一般公演 | 麻井寛史（Ba） 車谷啓介（Dr）                                             | 有料配信ライブ                                                                       |
| 2021年 | 9月4日 - 9月8日     | WANDS LIVE TOUR 2021 〜BURN THE SECRET＋〜           | 4日 - なんばHatch 6日 - ダイアモンドホール 8日 - Zepp Tokyo |                                                                           | 公演中止                                                                             |
| 2021年 | 12月16日 - 12月20日 | WANDER-LAND NEO FAN MEETING 2021 -やっと会えるね !!- | 16日 - Zepp Namba 20日 - 豊洲PIT | 麻井寛史（Ba） 車谷啓介（Dr）                                             | ファンクラブイベント                                                                 |
| 2022年 | 9月1日 - 9月7日     | WANDS Live Tour 2022 〜FIRST ACT 5th period〜        | 1日 - Zepp Namba 5日 - Zepp Nagoya 7日 - KT Zepp Yokohama | 麻井寛史（Ba） 車谷啓介（Dr）                                             |                                                                                      |
| 2022年 | 12月6日 - 12月13日  | ROCK BONDZ -WANDS × BREAKERZ-                        | 6日 - Zepp Haneda (TOKYO) 13日 - Zepp Osaka Bayside | WANDS 二家本亮介（Ba） 神田リョウ（Dr） BREAKERZ Matsu（Ba） MAKOTO（Dr） | BREAKERZとのツーマンライブ                                                           |
| 2023年 | 9月6日 - 9月26日    | WANDS Live Tour 2023 ～SHOUT OUT！～                 | 6日 - Zepp Fukuoka 7日 - Zepp Namba (OSAKA) 10日 - 仙台PIT 12日 - Zepp Sapporo 21日 - Zepp Nagoya 26日 - Zepp Haneda (TOKYO) | 二家本亮介（Ba） 神田リョウ（Dr）                                         |                                                                                      |
| 2023年 | 12月1日 - 12月9日   | WANDER-LAND NEO「FANDS」MEETING 2023                 | 1日 - Zepp Namba (OSAKA) 9日 - KT Zepp Yokohama | 鳥越啓介（Ba） 神田リョウ（Dr）                                           | ファンクラブイベント 「FANDS」はファンネームではなく、今後もネーミングする予定は無い |
| 2024年 | 6月22日             | WANDS Live Tour 2024 [VIP-LTD]                       | 武蔵村山市民会館（さくらホール） | 二家本亮介（Ba） 神田リョウ（Dr）                                         | ファンクラブ会員限定スペシャルライブ。                                               |
| 2024年 | 6月25日 - 7月8日    | WANDS Live Tour 2024 〜BOLD〜                        | 6月25日 - 愛知県芸術劇場 大ホール 7月2日 - グランキューブ大阪（大阪府立国際会議場） メインホール 8日 - 東京ガーデンシアター | 二家本亮介（Ba） 神田リョウ（Dr）                                         |                                                                                      |
| 2025年 | 4月10日             | WANDS Live Tour 2025 ～TIME STEW～ [VIP-LTD]         | 10日 - 三島市民文化会館 大ホール |                                                                           |                                                                                      |
| 2025年 | 4月18日-5月30日     | WANDS Live Tour 2025 〜TIME STEW〜                   | 4月18日 - 仙台サンプラザホール 22日 - カナモトホール 25日 - 新潟県民会館 大ホール 30日 - 香川県県民ホール 大ホール 5月2日 - 福岡サンパレス 16日 - Niterra日本特殊陶業市民会館 フォレストホール 19日 - グランキューブ大阪（大阪府立国際会議場） メインホール 21日 - 広島上野学園ホール 30日 - 東京ガーデンシアター |                                                                           |                                                                                      |

### 出演ライブイベント
| 年     | 月日           | ライブタイトル                           | 開催場所                                             | サポートメンバー                  | 備考                                                                       |
| ------ | -------------- | ---------------------------------------- | ---------------------------------------------------- | --------------------------------- | -------------------------------------------------------------------------- |
| 2019年 | 11月17日       | DFT presents 音都 ONTO vol.6             | 堂島リバーフォーラム                                 | 麻井寛史（Ba） 車谷啓介（Dr）     | 第5期始動後初の活動。                                                      |
| 2020年 | 1月11日        | 東京オートサロン2020                     | 幕張メッセ イベントホール                            |                                   |                                                                            |
| 2020年 | 6月14日        | 音都 Music Delivery                      | 音都Official YouTube Channel                         |                                   | 「音都 ONTO vol.6」のライブ映像とスペシャル映像で参加。                    |
| 2020年 | 8月8日         | JフェスアプリでROCK IN JAPAN             | 「Jフェス」公式アプリ                                |                                   | 過去のライブ映像で参加。                                                   |
| 2020年 | 12月31日       | COUNTDOWN JAPAN 20/21                    | 幕張メッセ                                           |                                   | 公演中止。                                                                 |
| 2021年 | 5月4日         | JAPAN JAM 2021                           | 千葉市蘇我スポーツ公園                               | 麻井寛史（Ba） 車谷啓介（Dr）     |                                                                            |
| 2021年 | 8月27日        | Animelo Summer Live 2021 -COLORS-        | さいたまスーパーアリーナ                             |                                   | 出演辞退。                                                                 |
| 2022年 | 8月28日        | Animelo Summer Live 2022 -Sparkle-       | さいたまスーパーアリーナ                             |                                   |                                                                            |
| 2024年 | 4月6日         | Japan Anison & Rock Festival 2024        | 堂島リバーフォーラム                                 | 二家本亮介（Ba） 神田リョウ（Dr） |                                                                            |
| 2024年 | 11月17日       | THE FIRST TAKE / ONLINE FES “YOUR VOICE” | THE FIRST TAKE Official YouTube Channel              |                                   | 5月31日「THE FIRST TAKE」出演時の映像で参加。                              |
| 2025年 | 4月5日         | GIRLS GROOVE INNOVATION                  | 豊崎海浜公園 美らSUNビーチ                           | 浜崎賢太（Ba） 神田リョウ（Dr）   |                                                                            |
| 2025年 | 4月26日 - 27日 | ARABAKI ROCK FEST.25                     | 国営みちのく杜の湖畔公園 北地区 エコキャンプみちのく |                                   | マキシマム ザ ホルモンのメンバーであるナヲがゲストとして参加し、共演した。 |